# Ciskei

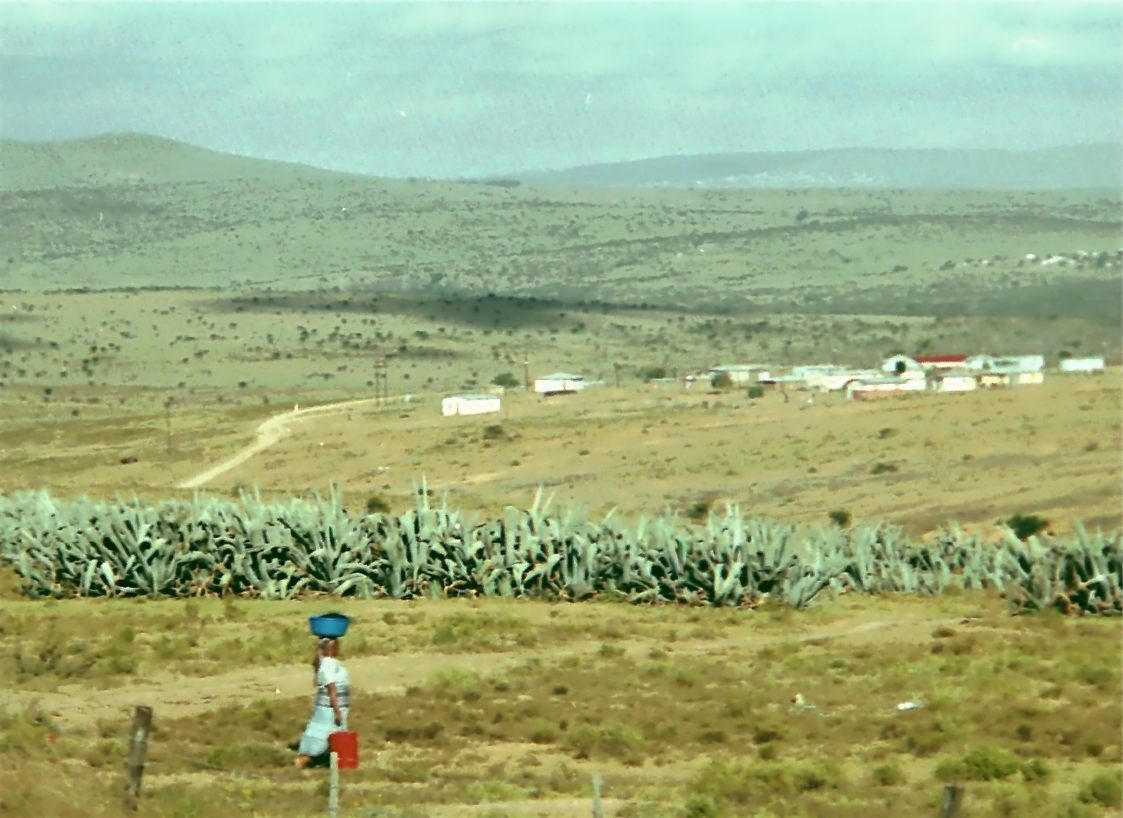
Un'area rurale del Ciskei.

Il Ciskei era uno dei bantustan sudafricani del periodo dell'apartheid, creato nel 1968 come Territorio Autonomo riservato all'etnia Xhosa. Il 27 aprile 1994 è stato re-integrato all'interno della Repubblica Sudafricana.
Il nome deriva dall'unione del prefisso latino Cis- ("al di qua") e del nome del fiume Kei. Il significato è dunque: al di qua del fiume Kei.

## Geografia
Il territorio del Ciskei consisteva in due aree separate per un totale di circa 7.700 km², quasi completamente circondate dalla Provincia del Capo e con una breve linea costiera che si affacciava sull'Oceano Indiano.
Era diviso dal Transkei dal "corridoio" dell'East London, riservato alla popolazione bianca.
Il Ciskei ha conosciuto tre capitali. La prima è stata Zwelistha fino alla proclamazione dell'indipendenza (1981). Per poco tempo la capitale viene poi spostata ad Alice, per essere infine definitivamente spostata a Bisho.

## Popolazione
In base al censimento del 1978, il Ciskei presentava 509.607 abitanti, prevalentemente di etnia Xhosa. La popolazione è successivamente cresciuta fino a 1.088.476 abitanti (1992).
Il Ciskei ha ospitato, lungo la sua esistenza, una percentuale compresa fra il 13% e il 25% degli abitanti sudafricani di etnia Xhosa (circa 4 milioni in totale).

## Storia
Durante il periodo dell'Apartheid, il Governo sudafricano ha creato delle entità territoriali autonome per le popolazioni nere. Il Ciskei, assieme al Transkei, avrebbe dovuto essere una delle due Homeland (o Bantustan) dell'etnia Xhosa.
Nel novembre del 1968 viene istituito il Territorio Autonomo del Ciskei, con a capo Justice Thandatha Jongilizwe Mabandla nelle vesti di Capo del Consiglio Esecutivo. Il 1º agosto 1972 viene concesso l'autogoverno al territorio, primo passo verso il distacco dal territorio sudafricano. Mabadla diventa Primo Ministro.
Il 21 maggio 1973 sale al potere Lennox Sebe. A parte una breve parentesi nel 1975, Sebe manterrà il potere ininterrottamente fino al 4 marzo 1990, inizialmente come Primo Ministro, poi (4 dicembre 1981) come Presidente della Repubblica indipendente del Ciskei ed infine (1983) come Presidente a vita.
Il 4 dicembre 1981 viene sancita l'indipendenza del Ciskei, attraverso un referendum vinto dai "secessionisti" con l'impressionante maggioranza del 98,7%. Questo risultato però non verrà mai riconosciuto dalla comunità internazionale. Addirittura il 15 dicembre 1981, il Consiglio di Sicurezza dell'ONU definirà "futile" la dichiarazione di indipendenza del Ciskei. La conseguenza immediata è comunque la perdita della cittadinanza sudafricana per circa 630.000 Xhosa, ufficialmente residenti all'interno del bantustan. Di questi, almeno 442.000 lavoravano come "immigrati" in Sudafrica.
Il 4 marzo 1990, Sebe viene deposto dal Brigadiere Joshua "Oupa" Gqozo. Questi, dopo aver inizialmente promesso un rapido ritorno del potere ai civili, si impone come un vero e proprio dittatore. Durante il 1991 e il 1992, tuttavia, inizia il processo di smantellamento dell'Apartheid. Il Congresso Nazionale Africano, il partito del futuro Presidente Nelson Mandela, preme affinché i bantustan vengano riammessi all'interno del Sudafrica.
Gqozo, come gli altri leader dei bantustans, si oppone fermamente all'ipotesi, boicottando i negoziati per la stesura di una nuova Costituzione e minacciando di boicottare anche le elezioni. Il 7 settembre 1992, una manifestazione dell'ANC a Bisho che chiede la deposizione di Gqozo viene soffocata nel sangue: 28 manifestanti vengono uccisi, centinaia i feriti.
Gqozo tenta di costituire l'Alleanza delle Libertà con il Partito Conservatore, il Partito della Libertà Inkata e il Presidente del Bophuthatswana Lucas Mangope per contrastare il tentativo di riannessione dei territori nati durante l'apartheid. Ma la situazione diventa man mano insostenibile.
Nel marzo 1994, gli impiegati "statali" del Ciskei proclamano lo sciopero generale, chiedendo maggiori garanzie per il proprio posto di lavoro e per le proprie pensioni. Anche la polizia si ammutina e costringe Gqozo a dimettersi (22 marzo 1994). Il Governo sudafricano prende il controllo della situazione nel Ciskei, con l'obbiettivo di restaurare l'ordine e preparare le elezioni dell'aprile successivo.
Il 27 aprile 1994, il Ciskei viene re-incorporato ufficialmente all'interno del Sudafrica assieme agli altri bantustan, come effetto delle prime elezioni libere dopo l'era dell'Apartheid. Assieme al Transkei, diventa parte della nuova Provincia dell'Eastern Cape, la cui capitale diventa Bisho.

## Politica
Il Ciskei ha conosciuto un solo partito politico: il National Ciskei Party (Partito Nazionale del Ciskei, NCP), trasformato nel 1973 nel National Ciskei Independence Party (Partito Nazionale per l'Indipendenza del Ciskei, NCIP) e sciolto ufficialmente nel 1990.
Il Parlamento, costituito nel 1978, era un'Assemblea monocamerale di 137 membri, di cui 50 eletti direttamente e 87 nominati dai capitribù. A partire dal 1986, i membri vengono ridotti a 50 (23 eletti e 37 nominati dai capitribù).
In entrambe le tornate elettorali tenutesi (1978 e 1986), il NCP (poi NCIP) ha sempre conquistato la totalità dei seggi elettivi.
L'esercito del Ciskei nel 1993 arrivava a contare circa 2.000 effettivi.

## Capi di Stato del Ciskei

### Autorità Territoriale del Ciskei (1968 - 1972)
- Justice Thandatha Jongilizwe Mabandla, Capo del Consiglio Esecutivo (NCP) - dal novembre 1968 al 1º agosto 1972

### Ciskei (1972 - 1981)
- Justice Thandatha Jongilizwe Mabandla, Primo Ministro (NCP, poi NCIP) - dal 1º agosto 1972 al 21 maggio 1973
- Lennox Sebe, Primo Ministro (NCIP) - dal 21 maggio 1973 al 1975
- Charles Sebe, Primo Ministro (NCIP) - nel 1975
- Lennox Sebe, Primo Ministro (NCIP) - dal 1975 al 4 dicembre 1981

Dal 1º settembre 1976 al 4 dicembre 1981, il Sudafrica ha nominato J. J. Engelbrecht come Commissario generale per il Ciskei.

### Repubblica del Ciskei (1981 - 1994)
- Lennox Sebe, Presidente (poi Presidente a vita, NCIP) - dal 4 dicembre 1981 al 4 marzo 1990
- Joshua "Oupa" Gqozo, Presidente del Comitato Militare e del Consiglio di Stato - dal 4 marzo 1990 al 22 marzo 1994
- Pieter van Rensburg Goosen e Bongani Blessing Finca, Amministratori - dal 22 marzo 1994 al 26 aprile 1994

Il 27 aprile 1994, il Ciskei torna ad essere parte integrante della Repubblica Sudafricana.

## Economia
Dichiarato zona economica speciale, il Ciskei fu negli anni '80 sede di investimenti da parte di imprenditori taiwanesi, che vi installarono ottanta piccole fabbriche. La manodopera di questi stabilimenti era prevalentemente femminile e il regime dittatoriale faceva rispettare con la violenza il divieto di sindacalizzazione.

## Bandiera
La bandiera del Ciskei è stata adottata nella sua prima versione il 1º agosto 1972. Era composta da due bande orizzontali di uguali dimensioni: quella superiore era di colore blu, quella inferiore di colore bianco.
Il 15 marzo 1974, la bandiera viene modificata e il suo uso successivamente regolato dal Ciskei Flag Act del 1977. La bandiera presenta una fascia bianca diagonale in campo azzurro. Secondo quanto disposto dal Ciskei Flag Act, l'azzurro rappresenta l'infinità del cielo e le difficoltà del progresso e dello sviluppo. La banda bianca si riferisce al cammino da percorrere per giungere allo sviluppo. La gru presente al centro della bandiera rappresenta il coraggio e la volontà del popolo Xhosa di lavorare per il proprio popolo e per il proprio Paese.
La bandiera è stata ufficialmente abbandonata il 27 aprile 1994, con il reintegro del Ciskei nella Repubblica Sudafricana.

## Filatelia
Durante il corso della sua esistenza, il Ciskei ha emesso 252 francobolli di vario taglio.